# 우본랏차타니 대학교
우본랏차타니 대학교(태국어: มหาวิทยาลัยอุบลราชธานี, 영어: Ubon Ratchathani University)는 태국 우본랏차타니 주 우본랏차타니에 있는 4년제 국립 대학교이다.
이 학교는 1990년 7월 29일에 첫 개교되었다.